# Celebrity Psychos
Celebrity Psychos es una compilación de la banda Cornbugs, lanzado en 2006.
El álbum recopila las canciones de los primeros tres álbumes de la banda los cuales salieron de circulación, el tecladista Travis Dickerson recopiló y remasterizó las canciones y se le agregó una portada nueva al álbum.

## Canciones
1. Choptalk - 0:21
2. Vegetable Man - 5:35
3. I'm A Psycho - 2:31
4. Tongue Tied - 6:18
5. Happy Halloween
6. Buckethead, Scariest And Best Show Ever! - 0:37
7. Cadaver Cadaver - 5:19
8. Meat Rotten Meat - 5:08
9. Bone Saw - 4:31
10. Didja - 2:56
11. Brain Dead - 3:47
12. Dog Town - 4:22
13. Hup You Little Puppet - 4:04
14. Own That Jimmy - 3:44

## Créditos
- Buckethead - guitarrista
- Bill "Choptop" Moseley - Vocalista
- Pinchface - Percusión en ciertas canciones
- Travis Dickerson - Productor
- Eric Pigors - Portada del álbum